# Kurt Kloocke
Kurt Kloocke (* 24. Februar 1937 in Hamburg; † 6. März 2021 in Tübingen) war ein deutscher Romanist.

## Leben und Wirken
Kurt Kloocke besuchte von 1947 bis 1956 das Staatliche Neusprachliche Gymnasium in Traben-Trarbach und legte dort die Reifeprüfung ab. Ab dem Sommersemester 1956 studierte er Germanistik, Romanistik und Philosophie an der Eberhard Karls Universität Tübingen, unterbrochen durch Studienaufenthalte in Caen und Toulouse. 1964 legte er in Tübingen die Lehramtsprüfung ab; er absolvierte von 1964 bis 1966 in Bremen das Referendariat für den Höheren Schuldienst. Ab Oktober 1966 arbeitete er am Phonetischen Institut der Vrije Universiteit Brussel. Ab  August 1969 war er als Akademischer Rat am Romanischen Seminar der Universität Tübingen tätig. 1971 erfolgte dort bei Kurt Wais die Promotion, 1980 die Habilitation und 1984 die Ernennung zum außerplanmäßigen Professor. 2002 trat er in den Ruhestand. 
Kurt Kloocke beschäftigte sich hauptsächlich mit dem Werk und Wirken des Schriftstellers, Politikers und Staatstheoretikers Benjamin Constant und war Mitherausgeber seiner Oeuvres complètes („Sämtliche Werke“), die seit 1993 bei den Verlagen Niemeyer bzw. de Gruyter erscheinen.
Seine Habilitationsschrift über Benjamin Constant (Druck 1984) wurde 1981 mit dem Freiherr-vom-Stein-Preis ausgezeichnet.

## Werke (Auswahl)
- Joseph Bédiers Theorie über den Ursprung der Chansons de geste und die daran anschliessende Diskussion zwischen 1908 und 1968 (= Göppinger Akademische Beiträge. Bd. 33/34). Kümmerle, Göppingen 1972, ISBN 3-87452-073-0 (= Dissertation. Universität Tübingen).
- Benjamin Constant. Une biographie intellectuelle. Droz, Genf 1984 (= Habilitationsschrift. Universität Tübingen).
- (als Hrsg.): Benjamin Constant devant l’Allemagne et la critique allemande (= Annales Benjamin Constant. Bd. 10). Institut Benjamin Constant, Lausanne 1989.
- (als Hrsg.). Madame de Staël/Charles de Villers/Benjamin Constant: Correspondance. Lang, Frankfurt a. M. 1993, ISBN 3-631-46107-0.
- (als Hrsg.): La Groupe de Coppet et l’Europe 1789–1830 (= Annales Benjamin Constant. Bd. 15/16). Institut Benjamin Constant, Lausanne 1994.
- (als Hrsg.): Pierre-Simon Ballanche: Vie de Madame Recamiér. Lang, Frankfurt a. M. 1999, ISBN 3-631-33939-9.
- (als Hrsg.): Benjamin Constant et Madame de Staël. Narr, Tübingen 2008.
- (als Hrsg.): Charles-Victor de Bonstetten: Esprit cosmopolite. Narr, Tübingen 2012.